# Grand Prix de Voleibol de 1993
El Grand Prix de Voleibol de 1993 fue la 1.ª edición del torneo femenino de voleibol organizado por la Federación Internacional de Voleibol (FIVB). Fue disputado por ocho países entre el 28 de mayo y el 20 de junio de 1993. La Fase Final fue realizada en Hong Kong.

## Equipos participantes
Equipos que participaron en la edición 1993 del Grand Prix:
- Alemania
- Brasil
- China
- Corea del Sur
- Cuba
- Estados Unidos
- Japón
- Rusia

## Fase final
La fase final del Grand Prix 1993 fue disputada en Hong Kong entre los días 17 y 20 de junio.

### Grupo A
| Pos | Equipe | Pts | V | D | SP | SC |
| --- | ------ | --- | - | - | -- | -- |
| 1   | Cuba   | 4   | 2 | 0 | 6  | 1  |
| 2   | Brasil | 3   | 1 | 1 | 3  | 4  |
| 3   | Japón  | 2   | 0 | 2 | 2  | 6  |

| Fecha | Juego  | Juego | Juego  | Parciales | Parciales | Parciales | Parciales | Parciales |
| Fecha | Juego  | Juego | Juego  | 1         | 2         | 3         | 4         | 5         |
| ----- | ------ | ----- | ------ | --------- | --------- | --------- | --------- | --------- |
| 17/06 | Cuba   | 3-0   | Brasil | 15-5      | 15-10     | 15-7      | -         | -         |
| 18/06 | Cuba   | 3-1   | Japón  | -         | -         | -         | -         | -         |
| 19/06 | Brasil | 3-1   | Japón  | 9-15      | 15-12     | 15-11     | 15-7      | -         |

### Grupo B
| Pos | Equipe        | Pts | V | D | SP | SC |
| --- | ------------- | --- | - | - | -- | -- |
| 1   | China         | 3   | 1 | 1 | 5  | 4  |
| 2   | Rusia         | 3   | 1 | 1 | 4  | 4  |
| 3   | Corea del Sur | 3   | 1 | 1 | 4  | 5  |

| Fecha | Juego         | Juego | Juego         | Parciales | Parciales | Parciales | Parciales | Parciales |
| Fecha | Juego         | Juego | Juego         | 1         | 2         | 3         | 4         | 5         |
| ----- | ------------- | ----- | ------------- | --------- | --------- | --------- | --------- | --------- |
| 17/06 | Corea del Sur | 3-2   | China         | 9-15      | 5-15      | 16-14     | 16-14     | 15-6      |
| 18/06 | China         | 3-1   | Rusia         | 13-15     | -         | -         | -         | -         |
| 19/06 | Rusia         | 3-1   | Corea del Sur | 9-15      | 15-13     | 15-5      | 15-12     | -         |

### 3° y 4° Lugar
| Fecha | Juego | Juego | Juego  | Parciales | Parciales | Parciales | Parciales | Parciales |
| Fecha | Juego | Juego | Juego  | 1         | 2         | 3         | 4         | 5         |
| ----- | ----- | ----- | ------ | --------- | --------- | --------- | --------- | --------- |
| 20/06 | Rusia | 3-1   | Brasil | 3-15      | 15-10     | 17-15     | 15-7      | -         |

### 1° Lugar
| Fecha | Juego | Juego | Juego | Parciales | Parciales | Parciales | Parciales | Parciales |
| Fecha | Juego | Juego | Juego | 1         | 2         | 3         | 4         | 5         |
| ----- | ----- | ----- | ----- | --------- | --------- | --------- | --------- | --------- |
| 20/06 | Cuba  | 3-0   | China | 15-1      | 15-4      | 15-8      | -         | -         |

## Clasificación Final
| #  | Equipo         |
| -- | -------------- |
| 1. | Cuba           |
| 2. | China          |
| 3. | Rusia          |
| 4. | Brasil         |
| 5. | Corea del Sur  |
| 6. | Japón          |
| 7. | Estados Unidos |
| 8. | Alemania       |

- Datos: Q1255423